# Mu1 Scorpii

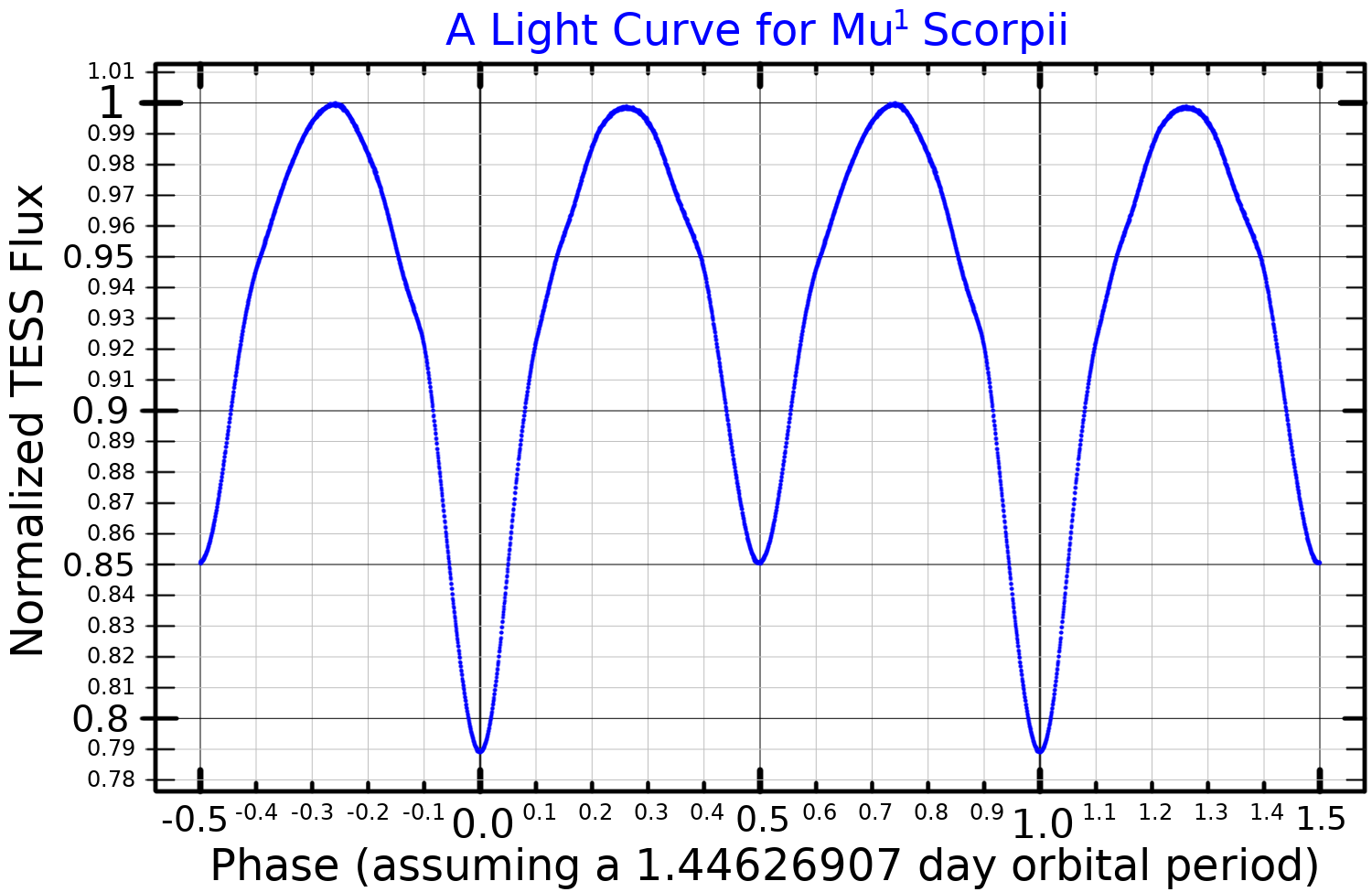
Um gráfico de luminosidade para Mu1 Scorpii, elaborado a partir de dados do satélite TESS

Mu1 Scorpii (Denebakrab,  Scorpii) é uma estrela na direção da constelação de Scorpius. Possui uma ascensão reta de 16h 51m 52.24s e uma declinação de −38° 02′ 50.4″. Sua magnitude aparente é igual a 3.00. Considerando sua distância de 821 anos-luz em relação à Terra, sua magnitude absoluta é igual a −4.01. Pertence à classe espectral B1.5IV + B. É uma estrela variável β Lyrae (Binária eclipsante).
Na Bandeira do Brasil representa o estado de Pernambuco.